# Boris Ulrich
Boris Ulrich (Zagreb, 10. kolovoza 1931. – Münster, 21. lipnja 1983.) bio je hrvatski skladatelj, pijanist i dirigent, sin arhitekta Antuna Tunča Ulricha i unuk galerista Antuna Ulricha. 

## Životopis
Rođen i živio u Zagrebu. Studirao glasovir na Muzičkoj akademiji u Zagrebu u klasi prof. Svetislava Stančića te povijest umjetnosti na Filozofskom fakultetu u Zagrebu. Godine 1960. sklapa brak s hrvatskom pjevačicom Betty Jurković s kojom 1971. godine dobiva kćer Gioiu-Anu. Još za studentskih dana počinje raditi kao ton-majstor na Radio Zagrebu (njegove se snimke i danas smatraju vrhunskima). Kasnije postaje šef glazbenog programa Radija Zagreb. Kao pijanist nastupao solistički i u klavirskom duu s Fredom Došekom. Jedan je od ponajboljih suvremenih skladatelja ozbiljne glazbe u Hrvatskoj, no zbog prerane smrti danas je, nažalost, djelomice pao u zaborav. Istraživao je zvukovno oblikovanje prostora, povezivao sastojke srednjovjekovne i renesansne europske glazbe s motivima međimurskoga i bosanskoga narodnog melosa. Opus mu obilježava slijeđenje modernističkih skladateljskih tendencija usporedno sa sklonošću citatnosti (npr. djelâ C. Monteverdija) te hrvatskoj i bosanskohercegovačkoj tradicijskoj glazbi. Arhaična obilježja do izražaja dolaze u Ulrichovim kasnijim djelima kao što su orkestralne skladbe Sinfonia-Vespro (1974.), Folk-Sinfonia (1980.) te u neoimpresionističkoj Pjesmi o plemenitoj ženi Hasanage (1979.) za vokalno-instrumentalni sastav, recitatora i magnetofonsku vrpcu. U ranijim skladbama, npr. u Dva koncerta za klavir i orkestar, unatoč strukturnim inovacijama i netipičnu tretmanu instrumentalnih boja, nešto je bliži neoklasicizmu. Također, s velikim je uspjehom skladao scensku i filmsku glazbu. Bio je i član umjetničkog savjeta Muzičkog biennala Zagreb i Dubrovačkih ljetnih igara. Dobitnik je više nagrada, među kojima Druge nagrade pariške Međunarodne skladateljske tribine UNESO-a 1972. te nagrade International Rostrum of Composers (IRC) za Sinfoniju Vespro 1975. godine. Umro je s nepune 52 godine od akutne leukemije, 21. lipnja 1983., u Münsteru, kamo je bio prevezen radi liječenja.

## Djela
Orkestralna: 
Simfonija Vespro, 1974.
Folk-Simfonija, 1980. 
Dva koncerta za klavir i orkestar: I. Retrospektive, 1961., II. Perspektive, 1964.
Zvona za klavir i orkestar, 1970.
Koncert za 2 klavira i orkestar, 1972.
Semplice za 13 gudača, 1976.
Semplice za gudače, orgulje i klavir, 1976.
Kvadrati za duhački kvintet, grupu starih instrumenata, jazz sastav i magnetofonsku vrpcu, 1977.
In memoriam poetae, 1983.
2 suite: Teror rata, 1963. i Gogoljeva smrt, 1964. 
Komorna:
Za duhački kvintet: Minijature, 1954. i Melodije, 1976. 
Zvuci za magnetofonsku vrpcu i ansambl, 1975.
Osam minijatura za flautu i klavir, 1963. 
Klavirska: 
Preludiji, 1966. 
Za klavir 4–ručno: Deset silogizama, 1960.
Inverzije, 1964.
Eho, 1975.
Scenska: 
balet Multiple vision, 1971. 
Filmska i scenska glazba; glazba za radio i televiziju
Vokalno–instrumentalna i vokalna:
Koral za 2 zbora i ansambl, 1973.
Antimisal za zbor, soliste i orkestar, 1976.
Razgovori — Rudimenti za glas i preparirani klavir, 1978.
Pjesma o plemenitoj ženi Hasanage za grupu solista, zbor, orkestar i magnetofonsku vrpcu, 1979. 
Zborovi: 
Ti, motet, 1977.

## Vanjske poveznice
- http://www.discogs.com/Boris-Ulrich-Sinfonia-Vespro-Eho-Koral-Scena/release/1870883
- http://www.ks.hr/knjizara.php?id=1379  Arhivirana inačica izvorne stranice od 19. prosinca 2008. (Wayback Machine)
- http://161.53.3.18/cgi-bin/unicat.cgi?form=D1960822014%5Bneaktivna+poveznica%5D
- http://www.culturenet.hr/default.aspx?id=23152